# Liste des comtes de Roussillon
Ceci est une liste des comtes de Roussillon.

## Comtes bénéficiers
- ? - 812 : Bello de Carcassonne, également comte de Carcassonne, d'Ausona, d'Urgell, de Cerdagne, de Besalú, de Conflent et marquis des Marches d'Espagne (798-812) ;
- 812 - 832 : Gaucelm (mort en 834), également comte d'Empuries et marquis de Gothie[1] ;
- 832 - 835 : Bérenger de Toulouse, également comte de Toulouse et duc d'Aquitaine ;
- 835 - 843 : Bernard Ier de Septimanie, également comte de Toulouse, de Narbonne et de Barcelone ;
- 843 - 848 : Suniaire Ier, également comte d'Empuries ;
- 850 - 852 : Aleran de Troyes, également comte de Barcelone, de Narbonne et d'Empuries ;
- 852 - 857 : Odalric, également comte de Barcelone, de Gérone et d'Empuries ;
- 857 - 863 : Sunifred Ier de Barcelone, également comte de Barcelone, de Gérone, de Narbonne et d'Empuries ;
- 863 - 878 : Bernard II de Gothie, également marquis de Gothie, comte de Barcelone et de Narbonne ;
- 878 - 896 : Miron le Vieux, frère de Guifred le Velu et également comte de Conflent, où il bâtit l'abbaye Saint-Michel de Cuxa en 879 ;
- 896 - 915 : Suniaire II également comte d'Empuries, fils de Suniaire Ier d'Empuries.

## Dynastie d'Empuries
- 915 - 916 : Bencion d'Empuries, fils de Suniaire II et gendre de Miron le Vieux ;
- 916 - 931 : Gausbert d'Empuries, frère du précédent et également,comte d'Empuries ;
- 931 - 991 : Gausfred Ier d'Empuries, également comte d'Empuries ;
- 991 - 1013 : Guislabert Ier ;
- 1013 - vers 1074 : Gausfred II ;
- 1074 - 1102 : Guislabert II ;
- 1102 - 1113 : Girard Ier ;
- 1113 - après 1121 : Arnau Gausfred (régent) ;
- après 1121 - 1164 : Gausfred III ;
- 1164 - 1172 : Girard II ; il lègue le comté au roi d'Aragon.

## Rois d'Aragon - Maison de Barcelone
- 1172 - 1181 : Alphonse Ier, également roi d'Aragon (sous le nom d'Alphonse II) et comte de Barcelone (sous le nom d'Alphonse Ier)

## Branche des Sanche
- 1181 - 1212 : Sanche Ier, frère du précédent, également comte de Cerdagne
- 1212 - 1241 : Nuno Sanche, fils du précédent, également comte de Cerdagne, conquérant de Majorque en 1229.

## Rois d'Aragon - Maison de Barcelone
- 1241 - 1276 : Jacques Ier le Conquérant également roi d'Aragon, de Valence et de Majorque et comte de Barcelone

## Rois de Majorque
- 1276 - 1311 : Jacques II, également roi de Majorque, comte de Cerdagne et seigneur de Montpellier
- 1311 - 1324 : Sanche III, également roi de Majorque, comte de Cerdagne et seigneur de Montpellier
- 1324 - 1344 : Jacques III, dernier roi indépendant de Majorque, également comte de Cerdagne et seigneur de Montpellier, neveu du roi Sanche et fils de l'infant Ferdinand de Majorque, prince de Morée en Grèce

## Rois d'Aragon - Maison de Barcelone
- 1344 - 1387 : Pierre Ier le Cérémonieux, également roi d'Aragon (sous le nom de Pierre IV), de Valence (sous le nom de Pierre II) et de Majorque (sous le nom de Pierre Ier) de Sardaigne (sous le nom de Pierre Ier), comte de Barcelone (sous le nom de Pierre III)
- 1387 - 1396 : Jean Ier, également roi d'Aragon, de Valence,de Majorque (sous le nom de Jean Ier) et de Sardaigne, et comte de Barcelone
- 1396 - 1410 : Martin Ier l'humain, également roi d'Aragon, de Valence, de Majorque, de Sardaigne et de Sicile (sous le nom de Martin II), et comte de Barcelone

## Rois d'Aragon - Maison de Trastamare
- 1412 - 1416 : Ferdinand Ier, également roi d'Aragon, de Valence, de Majorque, de Sardaigne et de Sicile, et comte de Barcelone
- 1416 - 1458 : Alphonse II, également roi d'Aragon (sous le nom d'Alphonse V), de Valence (sous le nom d'Alphonse III), de Majorque (sous le nom d'Alphonse Ier), de Sardaigne (sous le nom d'Alphonse II), de Sicile (sous le nom d'Alphonse Ier) et des Deux-Siciles (sous le nom d'Alphonse Ier) et comte de Barcelone (sous le nom d'Alphonse IV)
- 1458 - 1461 : Jean II, également roi d'Aragon, de Valence, de Majorque, de Sardaigne et de Sicile, et comte de Barcelone

## Rois de France
- 1461 - 1483 : Louis XI, roi de France
- 1483 - 1493 : Charles VIII, roi de France

## Rois d'Aragon - Maison de Trastamare
- 1493 - 1516 : Ferdinand II, également roi d'Aragon, de Valence, de Majorque, de Sardaigne, de Castille (sous le nom de Ferdinand V) et de Sicile et des Deux-Siciles (sous le nom de Ferdinand Ier), et comte de Barcelone

Pour la suite voir la liste des monarques d'Espagne

## Rois de France
- 1641 - 1643 : Louis XIII, roi de France
- 1643 - 1659 : Louis XIV, roi de France. Après 1659, ni Louis XIV ni ses successeurs n'utilisèrent le titre de « comte de Roussillon et de Cerdagne ». En revanche ce titre figure toujours dans la grande titulature du roi d'Espagne.